# Ніколаос Міхалоліакос
Ніколаос Міхалоліакос (грец. Νικόλαος Γ. Μιχαλολιάκος, грецька вимова: [niˈkolaos mixaloˈʎakos], 23 лютого 1957) — грецький політик, лідер націоналістичної партії «Хрісі Авгі», що увійшла до парламенту Греції, здобувши на виборах 6 травня 2012 року 7% голосів.

## Біографія
Ніколаос Міхалоліакос народився в Афінах 1957 року. Здобув освіту на факультеті математики Афінського університету.
Вже у віці 16 років приєднався до націоналістичної Партії 4 серпня на чолі із Константіносом Плеврісом. Він також входив до лав Афінського міського осередка організації EOKA-B. Вперше заарештований в липні 1974 року під час акції протесту перед британським посольством в Афінах проти позиції Сполученого Королівства під час турецького вторгнення на Кіпр.
Вдруге заарештований у грудні 1976 року за напад на журналістів, які висвітлювали поховання Евангелоса Малліоса, колишнього начальник розвідки управління безпеки Грецької поліції, пов'язуваного із катуваннями ув'язнених в добу «режиму полковників». Його вбили члени Революційної організації 17 листопада, але були звільнені від арешту через технічні питання, пов'язані з їх арештом. Під час вого ув'язнення Ніколаос Міхалоліакос познайомився із лідерами грецької військової хунти 1967–1974 років. Після цього він вступив в армію і став командувачем спецпідрозділу.
Втретє Ніколаос Міхалоліакос був заарештований в липні 1978 року після того, як став членом ультраправого екстремістського угрупування. Його засудили до одного року позбавлення волі в січні 1979 року за незаконне носіння зброї і вибухових речовин. Він був також був позбавлений військового звання.
Після звільнення Ніколаос Міхалоліакос заснував журнал «Хрісі Авгі» (у перекладі з грецької означає «Золотий Світанок»). Тематика журналу, принаймні на початковому етапі, була тісно пов'язана з націонал-соціалістичними переконаннями. Однак квітні 1984 року видання журналу припинилося, коли Міхалоліакос вступив у Національний політичний союз і взяв на себе керівництво молодіжною секцією після особистого розпорядження Георгіоас Пападопулоа. У січні 1985 року він вийшов зі складу Національного політичного союзу і заснував «Народний національний рух — Хрісі Авгі».
Ніколаос Міхалоліакос залишався лідером Хрісі Авгі, допоки сам не оголосив про розпуск руху в листопаді 2005 року. Він пішов на цей крок через зіткнення з антифашистами. У 2005–2007 роках він (як і більшість членів Хрісі Авгі) продовжив свою політичну діяльності через Патріотичний альянс — політичну партія, реформовану та очолену особисто Міхалоліакосом 2007 року.
У середині 2000-х років Хірісі Авгі була відновлена під керівництвом Міхалоліакоса. Однак її діяльність зустрічала спротив як держави, так і лівих активістів. Попри це на виборах 6 травня 2012 року та повторних виборах 17 червня 2012 року партія подолала 3-відсотковий бар'єр, і відтак представлена у Грецькому парламенті.
Наприкінці вересня 2013 року проти Хісі Авгі, після вбивства Павлоса Фіссаса одним з активістів партії, проваджено одразу 23 карні справи. 28 вересня заарештовано самого Міхалоліакоса, а також ще 20 членів партії, включаючи все її керівництво та 5 членів парламенту.

## Цитати
- Ніколаос Міхалоліакос: «Греки завжди були націоналістами, а тепер мають нагоду виявити свої політичні погляди. Мене ніхто не боїться, якщо він — добрий громадянин Греції, а різні зрадники мене не обходять»[13].
- Ніколаос Міхалоліакос заперечує існування газових камер під час Другої світової війни[14].

## Публікації
- За Велику Грецію у вільній Європі (грец. Για μια Μεγάλη Ελλάδα σε μια Ελεύθερη Ευρώπη)[15]